# I Got A Girl
Az I Got A Girl című dal a német Lou Bega 2. kimásolt kislemeze az A Little Bit Of Mambo című albumról. A dal több európai slágerlistára felkerült, azonban előkelő helyet nem szerzett. Svédországban viszont "Arany" státuszt kapott a dal.

## Megjelenések
CD Maxi  Lautstark – 74321 69775 2
1. I Got A Girl (Radio Version) 3:04
2. I Got A Girl (Original Radio Version) 3:21
3. I Got A Girl (Extended Mix) 5:02
4. I Got A Girl (Club Mix) 5:31
5. I Got A Girl (Instrumental Version) 3:04

12"  Lautstark – Lautstark 011
- A1	I Got A Girl (I Got'em All Mix) 4:36 Remix – Inter>Aural
- A2	I Got A Girl (JB Funkzy-House Mix) 5:15 Remix – Jingle Belle
- B	I Got A Girl (Club Mix) 5:31 Mixed By – D. Fact, Frank Lio

## Slágerlista
| Chart (1999)                         | Peak position |
| ------------------------------------ | ------------- |
| Ausztrália (ARIA)                    | 31            |
| Ausztria (Ö3 Austria Top 40)         | 19            |
| Belgium (Ultratop 50 Flanders)       | 9             |
| Belgium (Ultratop 50 Wallonia)       | 13            |
| Brazilian Singles Chart (ABPD)       | 66            |
| Finnország (Singlet Top 20)          | 2             |
| Franciaország (Single Top 100)       | 5             |
| Németország (Media Control Charts)   | 19            |
| Ireland (IRMA)                       | 23            |
| Hollandia (Single Top 100)           | 31            |
| Új-Zéland (Recorded Music NZ)        | 48            |
| Svédország (Sverigetopplistan)       | 12            |
| Svájc (Schweizer Hitparade)          | 20            |
| UK Singles (Official Charts Company) | 55            |

## Közreműködő előadók
- Grafika – Ronald Reinsberg
- Vezető producer – Goar B.
- Billentyűs hangszerek – D. Fact, Frank Lio
- Menedzser – Unicade Music
- Zene és szöveg  – D. Fact, Frank Lio, Lou Bega, Zippy
- Divat slyle – Angelika M. Zwerenz
- Fényképezte – Gabo
- Producer – D. Fact, Frank Lio

## Minősítések

### Minősítések
| Ország           | Minősítés | Eladások |
| ---------------- | --------- | -------- |
| Svédország (GLF) | arany     | 15.000   |